# Bisbat d'Osnabrück
El Principat-bisbat d'Osnabrück fou un bisbat alemany que formava la diòcesi catòlica romana d'Osnabrück i que fou principat-bisbat al segle xiii i fins al xviii. La diòcesi es va fundar el 772 sent de les més vells fundades per Carlemany amb la finalitat de cristianitzar el territori encara no totalment conquerit de Saxònia.
Les possessions temporals de la seu, originalment bastant limitades, creixeren amb el temps, i els seus prínceps-bisbes exerciren una jurisdicció civil extensa dins del territori cobert pels seus drets d'immunitat Imperial. El Bisbat va continuar augmentant en mida, fent el seu estatus durant la Reforma Protestant un assumpte altament contenciós.
En la mediatització i secularització alemanya de 1803, el bisbat es dissolia i el poder secular o temporal donat a la casa de Hannover una branca de la casa de Brunswick-Lüneburg; la seu, el capítol, els convents i les institucions benèfiques catòliques foren secularotzades. El territori de la seu va passar a Prussia el 1806, al regne de Westfàlia el 1807, a França (Primer Imperi Francès) el 1810, i una altra vegada a Hannover el 1814. Klemens Von Gruben, Bisbe titular de Paros a Grècia, fou nomenat vicari apostòlic, i com a tal encarregat de vetllar pes interessos espirituals de la població catòlica.
La diòcesi catòlica llatina (romana) fou restaurada el 1824, però llavors els seus bisbes ja no van tenir poder temporal.

## Història
El primer bisbe d'Osnabrück fou sant Wiho (785-804). El segon bisbe, Meginhard o Meingoz (804-33), va organitzar eficaçment la seu.
El protectorat temporal (Advocacia o Vogtei) exercida sobre tantes diòcesis medievals per laïcs va esdevenir després del segle xii, hereditari en la família Amelung, de la qual va passar a Enric el Lleó.
Després de l'enderrocament d'Enric, anava a mans del comte Simó de Tecklenburg i els seus descendents, encara que era la font de molts conflictes amb els bisbes. El 1236 el comte de Tecklenburg fou forçat a renunciar a tota la jurisdicció sobre la ciutat d'Osnabrück així com les terres la seu, el capítol i les esglésies parroquials. D'altra banda, el bisbe i capítol, des del segle xiii en endavant, expandiren la seva jurisdicció sobre molts convents, esglésies i llogarrets. Difícilment cap altra seu alemanya es va alliberar tan minuciosament de la jurisdicció civil dins del seu territori. Les prerrogatives reials es transferien de mica en mica al bisbe, per exemple els drets de fires i mercats, drets de peatge i drets d'encunyació, bosc i cacera, obtenint drets i fortaleses de manera que, vers la primera part del segle xiii, el bisbe fou el governador real del territori civil d'Osnabrück.
Entre els més prominents bisbes medievals cal citar a Drogó (952-68); Conrad de Veltberg (1002); Thietmar o Detmar (1003-22); Bennó II (1067-88); Joan I (1001-10), que va construir la catedral a lloc de la de fusta destruïda pel foc en temps del seu predecessor; Diethard I (1119-37) el primer bisbe elegit per l'elecció lliure del clergat de la catedral; Felip II (1141-73) acabava els conflictes entre la seu i les abadies imperials de Corvey i Hersfeld; Arnold de Berg (1137-91) que va morir a les croades a Acre. En el temps d'Engelbert d'Altena-Isenberg (1224-26, deposat després de la seva implicació a l'assassinat de l'arquebisbe Engelbert II de Berg, sent rehabilitat (1238-50), Bruno d'Altena-Isenberg (1250-59), i sota Conrad II de Rietberg (1269-97) els nous ordes dels franciscans, dominicans i agustins es rebien amb favor.

### Segles XIV a XVI
Als segles xiv i xv, el poder dels bisbes disminuïa davant de la influència creixent del capítol de la catedral, dels servidors militars (o cavallers) de la diòcesi, i de la ciutat d'Osnabrück. L'últim procurava alliberar-se de la sobirania del bisbe, però mai no es convertiria en una Ciutat imperial lliure. La seu estava gairebé contínuament compromesa en problemes bèl·lics i dificultats i tanmateix es va haver de defensar contra els bisbes de Minden i Münster. Des del segle xiv els bisbes auxiliars es tornaven necessaris a causa de les obligacions civils que absorbien l'atenció del bisbe mateix.
El successor del Bisbe Conrad IV de Rietberg (1488-1508) era Eric de Brunswick (1508-32), simultàniament bisbe de Münster i Paderborn. Es va oposar durament als reformistes amb èxit. Franz de Waldeck (1533-53), bisbe de Minden, actuava, al contrari, de manera molt dubtosa. Oferia poca resistència als Luterans a Münster, encara que vigorosament s'oposava als anabaptistes; després de 1543 permetia a Osnabrück un servei evangèlic. Tanmateix, el capítol i els Dominicans s'oposaven a un servei alemany que prescindia de totes les característiques de la Massa Catòlica Romana. El 1548, el Bisbe Franz prometia suprimir la Reforma a Osnabrück i executar l'Interí d'Augsburg, però complia la seva promesa molt indiferentment; en el seu llit de mort va rebre la comunió luterana. El seu successor, Joan IV d'Hoya (1553-74), era més catòlic, però fou succeït per tres bisbes amb ment de protestant: Enric III de Saxònia (1574-85), Bernhard de Waldeck (1585-91), i Philip Sigismund (1591-1623). Sota ells la Reforma envaïa gairebé tota la diòcesi.

### Segles XVII i XVIII
El 1624 el cardenal Eitel Frederick de Hohenzollern es convertia en Bisbe d'Osnabrück i va cridar als Jesuïtes. Tanmateix, moria poc després. El seu successor, Francis de Wartenberg (1625-61), complia la tasca d'imposar els decrets de la Contrareforma. El consell de ciutat fou depurat d'elements anticatòlics i l'anterior convent augustí fou entregat als Jesuïtes. L'Edicte de Restitució fou executat reeixidament i el 1631 fundava una universitat a Osnabrück.
Però el 1633, Osnabrück fou capturada pels suecs durant la Guerra dels Trenta Anys: la universitat es va cancel·lar, eñs exercicis religiosos catòlics foren suprimits, i la seu administrada pels conqueridors (1633-51). Per la Pau de Westfàlia el 1648, el bisbe reeixia a evitar la secularització de la seu, com pretenien els suecs. No obstant això, s'estipulava que d'allí en endavant s'anomenarien alternativament un bisbe catòlic i un bisbe protestant (de la Confessió d'Augsburg a la seu. Durant els períodes de govern per un bisbe protestant, sempre escollit dins la casa ducal de Brunswick-Lüneburg, la cura espiritual dels catòlics s'encarregava a l'Arquebisbe de Colònia.
Wartenberg fou nomenat cardinal el 1660 i fou succeït pel bisbe protestant casat, Ernest Augustus (1661-98), que va transferir la seva residència a Hannover. Fou succeït pel bisbe catòlic, Príncep Carles Josep de Lorena, Bisbe d'Olmütz, després Arquebisbe de Trèveris (1698-1715). El Bisbe protestant Ernest August (1715-28) fou succeït per Climent August de Baviera, Arquebisbe-elector de Colònia (1728-61). L'últim bisbe, Frederic de Gran Bretanya (1764-1803), després Duc de York, era, fins a la seva majoria (1783), sota la tutela del seu pare, Jordi III del Regne Unit, monarca del Regne Unit i Hannover. El príncep Frederic tenia només sis mesos quan fou nomenat bisbe.

### Residència
Des d'aproximadament 1100, després del foc que va destruir la catedral a Osnabrück els bisbes tenien la seva residència al castell de Bad Iburg. Aquest període es va acabar quan Ernest August construïa un castell barroc a Osnabrück, sent el castell acabat el 1673.

## Bisbes
- Wiho I (Wicho I) 783-809
- Meginhard 810-829
- Goswin 829–845
- Gosbert 845-860
- Eckbert 860-887
- Egilmar 887-906
- Bernhard I 906–918
- Dodo I 918-949
- Drogo 949-967
- Ludolf 967-978
- Dodo II 978-996
  - Kuno 978–980 (anti-bisbe)
- Günther 996-1000
- Wodilulf 998-1003
- Dietmar 1003-1022
- Meginher 1023-1027
- Gozmar 1028-1036
- Alberich 1036-1052
- Benno I (Werner) 1052-1067
- Benno II (Bernhard) 1068-1088
- Marquard 1088–1093
- Wicho II 1093-1101
- Johann I 1101-1109
- Gottschalk von Diepholz 1109-1119
- Diethard 1119–1137 
  - Konrad 1119–1125 (anti-bisbe)
- Udo von Steinfurt 1137-1141
- Philipp von Katzenelnbogen 1141-1173 
  - Wezel 1141 (anti-bisbe)
- Arnold von Altena 1173–1190
- Gerhard I von Oldenburg-Wildeshausen 1190–1216
- Adolf von Tecklenburg 1216–1224

## Llista de Prínceps-bisbes
- 1224–1226: Engelbert I d'Isenberg
- 1226–1227: Otto I
- 1227–1239: Konrad I de Velber
- 1239–1250: Engelbert I d'Isenberg
- 1251–1258: Bruno d'Isenberg
- 1259–1264: Balduin de Rüssel
- 1265–1269: Widukind de Waldeck
- 1270–1297: Konrad de Rietberg
- 1297–1308: Ludwig de Ravensberg
- 1309–1320: Engelbert II de Weyhe
- 1321–1349: Gottfried d'Arnsberg
- 1350–1366: Johann II Hoet
- 1366–1376: Melchior de Braunschweig-Grubenhagen
- 1376–1402: Dietrich d'Horne
- 1402–1410: Heinrich I de Schaumburg-Holstein
- 1410–1424: Otto d'Hoya
- 1424–1437: Johann III de Diepholz
- 1437–1442: Erich d'Hoya
- 1442–1450: Heinrich de Moers
- 1450–1454: Albert d'Hoya
- 1454–1455: Rodolf de Diepholz
- 1455–1482: Konrad III de Diepholz
- 1482–1508: Konrad IV de Rietberg
- 1508–1532: Eric de Brunswick-Grubenhagen
- 1532–1553: Franz de Waldeck (des de 1534 luterà)
- 1553-1574: Johann II d'Hoya
- 1574-1585: Enric de Saxònia-Lauenburg
- 1585-1591: Bernhard de Waldeck
- 1591-1623: Philipp Sigismund de Braunschweig
- 1623-1625: Eitel Frederick de Hohenzollern-Sigmaringen (Catòlic)
- 1625-1634: Franz Wilhelm de Wartenberg (Catòlic)
- 1634-1648: Gustav Gustavsson de Vasaborg (Luterà)
- 1648-1661: Franz Wilhelm de Wartenberg (Catòlic)
- 1662-1698: Ernest August de Brunsvic-Lüneburg (Luterà)
- 1698-1715: Carles Josep de Lorena (Catòlic)
- 1715-1728: Ernest August, duc de York i d'Albany (Luterà)
- 1728-1761: Klemens August de Baviera (Catòlic)
- 1764-1802: Frederic de York i Albany (Luterà), darrer príncep-bisbe
- 1802-1857: seu vacant
  - 1803-1827: Karl von Gruben, Catòlic (Vicari Apostòlic de la seu d'Osnabrück, sense cap dret temporal.
  - 1830–1855: Carl Anton Lüpke, bisbe auxiliar catòlic
  - 1855–1857: Eduard Jakob Wedekin, bisbe de Hildesheim
- 1857–1866: Paul Ludolf Melchers, després arquebisbe de Colònia
- 1866–1878: Johannes Heinrich Beckmann
- 1878–1882: seu vacant
- 1882–1898: Johann Bernard Höting
- 1899–1914: Heinrich Hubert Aloysius Voß (Voss)
- 1914–1955: Hermann Wilhelm Berning
- 1956–1957: Gerhard Franz (Franziskus) Demann
- 1957–1987: Helmut Hermann Wittler
- 1987–1994: Ludwig Averkamp, després arquebisbes d'Hamburg
- 1995-present: Franz-Josef Hermann Bode

## Estadístiques
A finals del 2004, l'arxidiòcesi tenia 580.615 batejats sobre una població de 2.106.921 persones, equivalent al 27,6% del total.
| any  | població | població  | població | sacerdots | sacerdots       | sacerdots       | sacerdots             | diaques | religiosos | religiosos | parroquies |
| ---- | -------- | --------- | -------- | --------- | --------------- | --------------- | --------------------- | ------- | ---------- | ---------- | ---------- |
| any  | batejats | total     | %        | total     | clergat secular | clergat regular | batejats por sacerdot | diaques | homes      | dones      |            |
| 1949 | 910.043  | 6.820.723 | 13,3     | 709       | 689             | 20              | 1.283                 |         | 117        | 2.345      | 410        |
| 1969 | 897.262  | 7.424.740 | 12,1     | 919       | 737             | 182             | 976                   |         | 260        | 2.591      | 419        |
| 1980 | 890.627  | 6.600.800 | 13,5     | 787       | 582             | 205             | 1.131                 | 27      | 267        | 2.011      | 367        |
| 1990 | 879.759  | 5.915.049 | 14,9     | 698       | 528             | 170             | 1.260                 | 51      | 227        | 1.635      | 372        |
| 1999 | 584.270  | 2.053.129 | 28,5     | 409       | 332             | 77              | 1.428                 | 45      | 101        | 1.023      | 255        |
| 2000 | 581.599  | 2.098.994 | 27,7     | 402       | 326             | 76              | 1.446                 | 49      | 102        | 1.056      | 255        |
| 2001 | 581.001  | 2.106.921 | 27,6     | 397       | 333             | 64              | 1.463                 | 51      | 91         | 1.051      | 255        |
| 2002 | 582.542  | 2.106.921 | 27,6     | 416       | 336             | 80              | 1.400                 | 50      | 80         | 1.051      | 255        |
| 2003 | 582.183  | 2.106.921 | 27,6     | 399       | 328             | 71              | 1.459                 | 55      | 90         | 951        | 256        |
| 2004 | 580.615  | 2.106.921 | 27,6     | 392       | 320             | 72              | 1.481                 | 55      | 91         | 965        | 256        |